# Kristna symboler

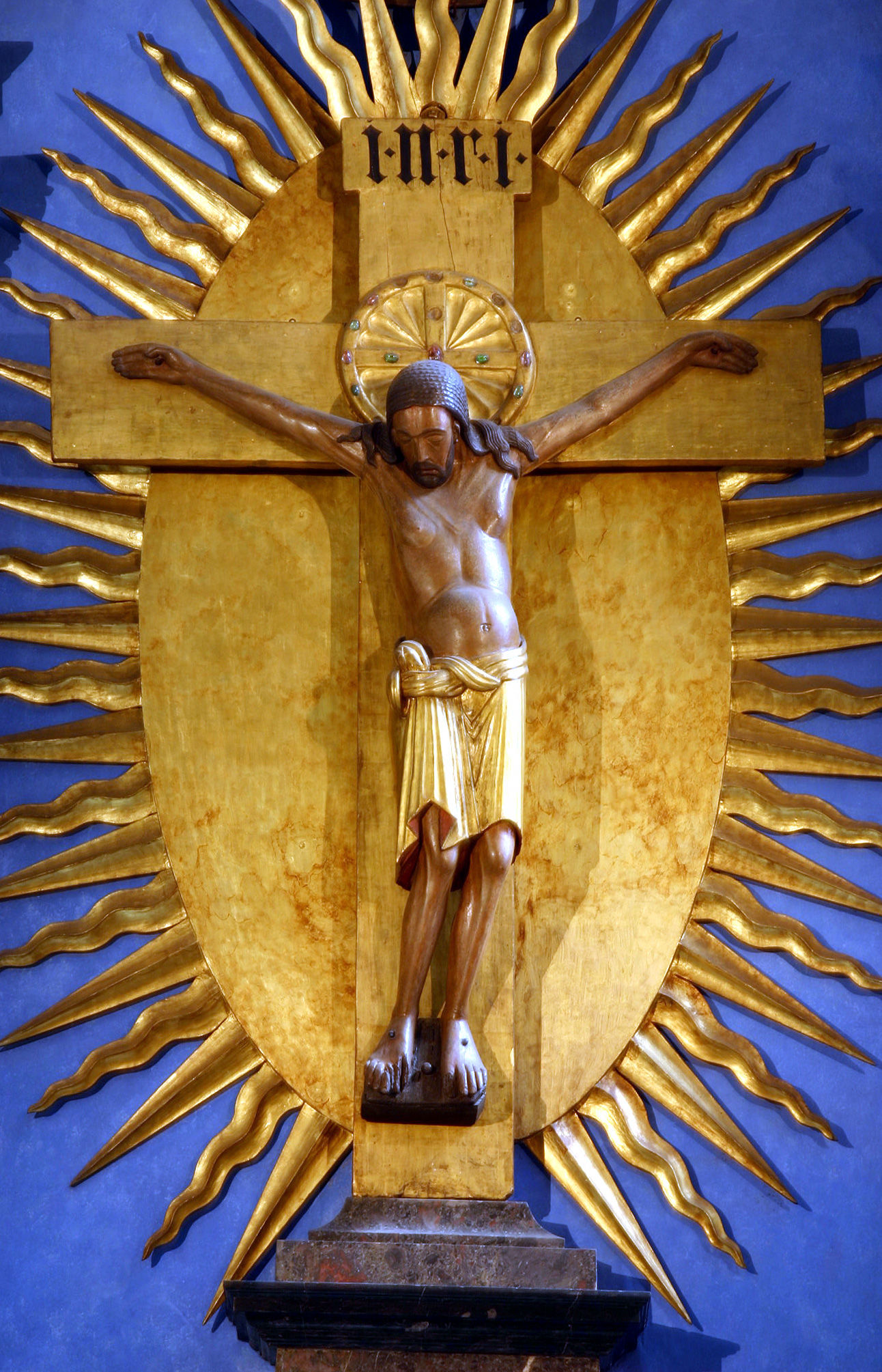
Krucifix, ett kors med corpus, en symbol som används av katolska kyrkan, lutheraner, östortodoxa och anglikaner, i motsats till vissa protestantiska riktningar, som endast använder ett tomt kors.

Den kristna symboliken tilldelar objekt eller handlingar en inre mening som uttrycker kristna föreställningar. Kristendomen har lånat ur den gemensamma uppsättningen av signifikanta symboler som är kända under de flesta tidsåldrar och i alla delar av världen. Religiösa symboler är effektiva när de tilltalar både intellektet och känslorna. Urvalet av lämpliga symboliska objekt och handlingar är inte så brett att man kan undvika att imitera andra traditioner, även om man hade försökt att uppfinna en helt och hållet ny ritual.

## Symboler hämtade från förkristna traditioner
- Fenix (Jesu uppståndelse)
- Ägg (pånyttfödelse)

- Från Gamla Testamentet:[3]
  - Träd
    - Kunskapens träd
    - Livets träd
    - Jesse rot[3]

## Tidiga kristna symboler

### Elementsymboler
- De fyra elementen
  - Vatten (dopet, renande)
  - Eld (Helige Ande, ljus)
- Dop

### Ichthys
ICHTHYS (ΙΧΘΥΣ) är en akronym som användes i den tidiga kristendomen.
Akronymen utläses "IESOUS CHRISTOS THEOU YIOS SOTER" som betyder Jesus Kristus, Guds Son, Frälsare. Akronymen kan också ljudas till det grekiska ordet för fisk. Därför ramades ordet emellanåt in av en fisk och en stiliserad fisk blev symbol för kristendomen.

### Gravmålningar

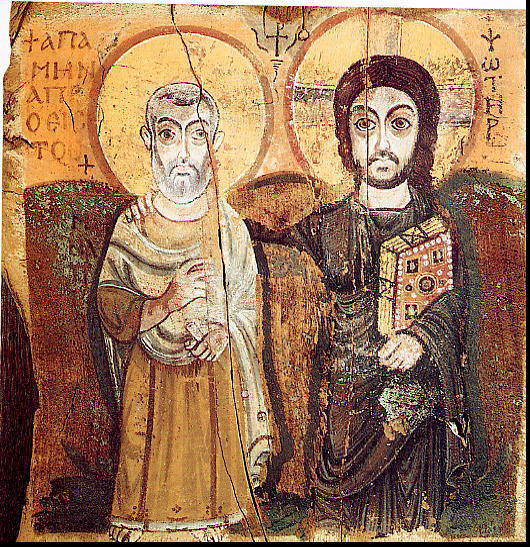
Kristus och Sankt Menas, ikon från 500-talet. (Musée du Louvre).

Kristna utsmyckade från första början sina katakomber med målningar av Kristus, helgonen, bibliska scener och allegoriska grupper. Katakomberna var vaggan för all kristen konst. De första kristna hade inga fördomar emot bilder, avbildningar eller statyer. Den uppfattningen har bestämt vederlagts av alla som studerat kristen arkeologi. Uppfattningen att de ska ha fruktat faran med avgudadyrkan bland de nykonverterade motbevisas enkelt av de kvarvarande bilderna och statyerna från de första århundradena. De kristna accepterade sin tids konst och använde den, så gott en fattig och förföljd grupp kunde, för att uttrycka sina religiösa uppfattningar. Från senare halvan av det första århundradet till Konstantin den stores tid begravde de sina döda och utförde sina riter i dessa underjordiska kammare. De kristna gravkamrarna med slätstrukna eller symboliska motiv – palmer, påfåglar, chi-rho-monogram, reliefer av Kristus som den gode herden eller sittande mellan helgonfigurer och ibland med genomarbetade scener ur Nya testamentet. Andra kristna symboler är duva (symboliserande den Helige Ande), offerlamm (symboliserande Kristi försoningsoffer), vinträdet (symboliserande den kristnes ovillkorliga kontakt med Kristus) och mycket annat. Dessa härrör från texter ur Nya testamentet. Andra vanliga utsmyckningar var girlander, band, stjärnor, landskap, som också hade symbolisk innebörd.

### Kors och krucifix
Korset, som idag är en av världens mest kända symboler, användes som symbol från första början. Detta antyds i det antikristna resonemang som återges i Octavius av Minucius Felix, kapitlen IX och XXIX, skrivet i slutet av århundradet eller i början av följande, och av det skälet att under det tidiga 200-talet hade korset blivit så nära associerat med Kristus att Klemens av Alexandria, de dog mellan 211 och 216, kunde använda frasen τὸ κυριακὸν σημεῖον (Herrens tecken) avseende korset utan sammanblandning, när han upprepade idén, nu känd sin Barnabasbrevet, att nummer 318 (med grekiska siffror: ΤΙΗ) i Första Moseboken 14:14 förebådade korset (T, upprätt med korsbjälke, står för 300) och Jesus (ΙΗ, de två första bokstäverna i hans namn, ΙΗΣΟΥΣ, står för 18), och den samtida Tertullianus kunde benämna skaran av kristna bekännare som crucis religiosi, det vill säga ”korsdyrkare”. I boken De Corona, skriven år 204, berättar Tertullianus att det redan var en tradition bland de kristna att göra upprepande korstecken på pannan.
Ehuru korset tidigt var välbekant för de kristna, kom inte krucifix i bruk förrän på 600-talet.

### Påfågel
Antikens människor trodde att påfågelns kött inte förmultnade efter döden, därför blev den en symbol för odödlighet. Denna symbolik upptogs tidigt inom fornkyrkan, och därför kan man se påfågeln i många tidigkristna målningar och mosaiker. Påfågeln används fortfarande under påsken, särskilt i öst.

## Evangelisternas attribut
De fyra evangelisterna representeras av följande attribut:
- Matteus: ängel eller människa, symboliserar den heliga inkarnationen.
- Markus: lejon, symboliserar kunglig makt.
- Lukas: tjur, symboliserar bön och offer.
- Johannes: örn, symboliserar inspirationen av den Helige Ande.

Valet av attribut kommer från Gamla Testamentet, närmare bestämt Hesekiel 1:10, som lyder: ”Så såg deras ansikten ut: de hade ett människoansikte, och alla fyra hade ett lejonansikte till höger och alla fyra ett tjuransikte till vänster och alla fyra ett örnansikte.” Den första som kopplade Bibelversen till evangelisterna var Irenaeus av Lyon.

## Symboler i kristna kyrkor

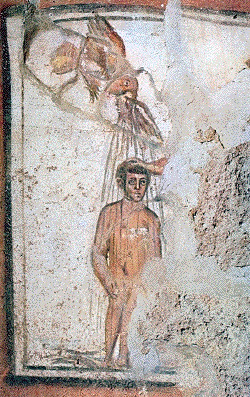
Dop inom tidig kristen konst.

### Sakrament
Några av de äldsta symbolerna i den kristna kyrkan är sakramenten, antalet varierar från samfund till samfund.  Eukaristin och dopet ingår alltid.  De andra som kan ingå är ordination, smörjelse, konfirmation, botgöring och äktenskap.  Tillsammans beskrivs de allmänt som ett yttre och synligt tecken på en inre och andlig nåd eller, såsom inom det romersk-katolska systemet, ”yttre tecken och nådemedel.” Slutligen ses riten som en symbol för den andliga förändring eller skeende som äger rum. I eukaristin är brödet och vinet, åtminstone, symboler för Jesus sargade kropp och spillda blod och blir, inom romersk katolicism, verkligen Kristi lekamen och Kristi blod genom transsubstantiationen, vilket i sin tur representerar att mottagaren bringas frälsning genom Jesu död. Dopriten är, åtminstone, symbol för att Gud renar syndaren och, speciellt där dop med nedsänkning tillämpas, den döptes andliga död och återuppståndelse. Åsikterna går isär gällande sakramentens symboliska natur, där somliga protestantiska samfund håller dem för helt och hållet symboliska, medan romerska katoliker, ortodoxa, vissa anglikaner och vissa lutheraner tror att de yttre riterna verkligt, genom Guds kraft, verkar som nådemedel.

### Ikoner
De tidiga kristnas gravmålningar ledde till utvecklingen av ikoner. 

## Exempel på andra symboler

Det anglikanska stiftet Trinidads vapen innehåller flera kristna symboler.

- Alfa och omega
- Ankare
- Bestiarier
- Borromeiska ringarna
- Brinnande buske
- Fiskblåsa
- Ichthys
- Lamm
- Levande ljus
- Mitra
- Pelikan
- Pentagram
- Triquetra
- Äpple

### Kristusmonogram
- IHS
- INRI
- JHVH
- XP (☧)